# Гаївське (Золочівський район)
Гаї́вське — село в Україні, у Золочівському районі Львівської області. Населення становить 189 осіб. Орган місцевого самоврядування — Буська міська рада.
На захід від села розташований Гаївський лісовий заказник.

## Населення

### Мова
Розподіл населення за рідною мовою за даними перепису 2001 року:
| Мова       | Кількість | Відсоток |
| ---------- | --------- | -------- |
| українська | 188       | 99.47%   |
| російська  | 1         | 0.53%    |
| Усього     | 189       | 100%     |